# Лазарев, Константин Андреевич
Лазарев Константин Андреевич (3 июня 1828, Тверская губерния — 1875) — офицер Российского императорского флота, участник Крымской войны, Обороны Севастополя, Георгиевский кавалер, капитан-лейтенант.

## Биография

### Происхождение
Константин Андреевич Лазарев родился 21 мая 1828 года. Происходил из дворян Тверской губернии. Сын мореплавателя вице-адмирала Андрея Петровича Лазарева (1787—1849) и его жены Анны Максимовны (урожд. Коробка), внук сенатора П. Г. Лазарева (1743—1800) и вице-адмирала М. П. Коробка  (1759—1836), племянник адмирала М. П. Лазарева (1788—1851) и контр-адмирала А. П. Лазарева (1793—1856). У Константина были младшие братья Николай (погиб 29 августа 1855 года от смертельного ранения при обороне Севастополя) и Максим, сёстры Елена и Елизавета.

### Служба
Воспитывался дома. 26 августа 1842 года, вместе с братом Николаем, поступил на службу на Балтийский флот юнкером, 15 апреля 1845 года произведён в мичманы. На линейном корабле «Фершампенуаз» плавал у форта Красная горка. В 1846 году на линейном корабле «Император Пётр I» крейсировал у Дагерорда. В 1847 году на фрегате «Церера» плавал в Немецком море, a затем переведён на Черноморский флот.
В 1848 году на бриге «Тезей» плавал в Чёрном море, крейсировал у абхазских берегов. 12 октября 1849 года произведён в лейтенанты и вновь направлен на Балтийский флот. В 1850 году на фрегате «Константин» крейсировал у датских берегов, после чего вернулся для прохождения службы на Чёрное море. В 1851—1852 годах на бриге «Нырок» крейсировал у абхазских берегов. В 1853 году на корвете «Пилад» участвовал «в деле против укреплений Святого Николая», занятых турками.

### Участие в Крымской войне

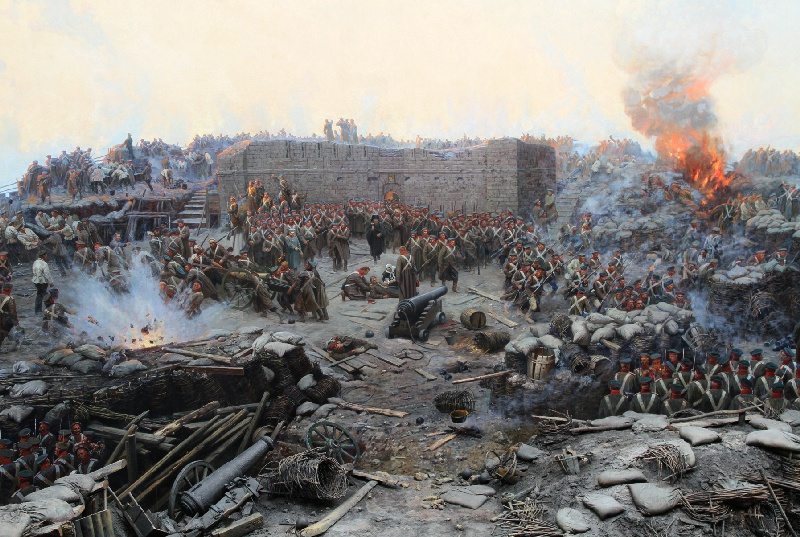
Оборона Севастополя (Франц Рубо)

С 13 сентября 1854 года лейтенант 31 -го флотского экипажа Лазарев находился в составе гарнизона Севастополя на 2-м отделении оборонительной линии, командовал батареей № 25 («батарея Лазарева»), которая располагалась в тылу 4-го бастиона. Особенно отличился во время первой бомбардировки Севастополя в октябре 1854 года. Награждён орденом Святой Анны 3-й степени с бантом и представлен начальником дистанции Ф. М. Новосильским к ордену Святого Георгия 4-й степени. В представлении отмечалось: «С самого начала бомбардирования, командуя батареями позади бастиона, находился постоянно под сильным неприятельским огнем, в особенности 8-го числа, когда неприятель сосредоточил свои выстрелы на командуемые им батареи; бомбы осыпали прислугу, ежедневно терявшую до 15 человек своих товарищей, но он присутствием духа и неустрашимостью воодушевлял своих подчиненных и, искусно наводя свои орудия, заставлял молчать неприятеля, 12 октября контужен в затылок, но остался при своих батареях, а 18 октября получил сильную рану в руку, отправлен на перевязочный пункт». Высочайшим указом от 6 декабря 1854 года был награждён орденом Святого Георгия 4-й степени (№ 9542) «в воздаяние отличной храбрости и мужества, оказанных во время бомбардирования г. Севастополя англофранцузскими войсками и флотом».
18 ноября 1854 года вернулся из госпиталя на свою батарею на Язоновском редуте, был еще раз контужен. За проявленное мужество награжден орденом Святой Анны 2-й степени мечами. Оставался в строю на удивление многим до конца обороны 28 августа 1855 года. Очевидец называл Лазарева: «заколдованным храбрецом, который оставался жив, несмотря на то, что почти ежедневно был осыпаем пулями…».
После Крымской войны, в 1856 году, был переведен на Балтийский флот. В 1859 году зачислен в резерв по флоту. 4 ноября 1863 года уволен со службы с производством в капитан-лейтенанты. Был холост. Умер в 1875 году.

## Память

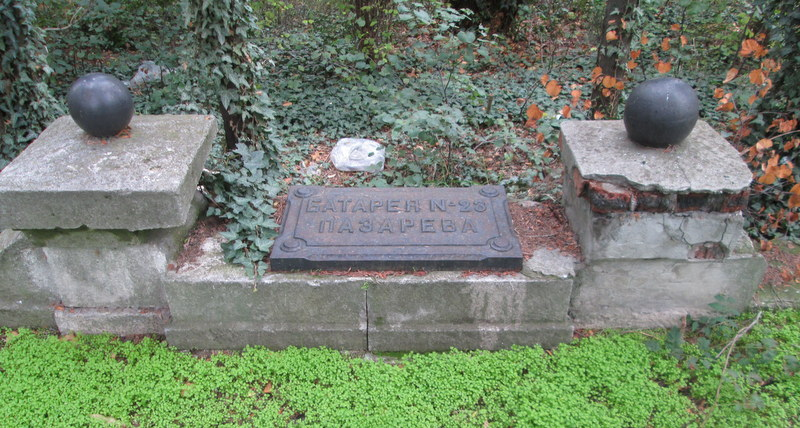
Мемориальное обозначение местонахождения батареи Лазарева в 1854—1855 годах на Историческом бульваре в Севастополе

Имя Константина Андреевича Лазарева увековечено на мраморной плите в верхней церкви собора Святого Равноапостольного князя Владимира, где нанесены имена 72 офицеров Морского ведомства, кавалеров ордена Святого Георгия с доблестью защищавших Отечество в период Крымской войны 1853—1856 годов.
В комплексе Исторического бульвара Севастополя в 1905 году установлено мемориальное обозначение местонахождения батареи № 23: на постаменте слева и справа установлены два чугунных ядра, в центре табличка с надписью: «Батарея № 23 Лазарева».  Объект культурного наследия народов РФ регионального значения. Рег. № 921711263440005 (ЕГРОКН)